# Olaf Scholz
Olaf Scholz (født 14. juni 1958 i Osnabrück i Niedersachsen) er en tysk politiker (SPD), der var Tysklands Forbundskansler fra 2021 til 2025. Inden da har han blandt andet været finansminister og vicekansler.
Han er uddannet jurist og fik advokatbestalling i 1985. Hans specialområde er arbejdsret.
Scholz blev medlem af SPD i 1975, og var aktiv i ungdomsorganisationen Jusos, bl.a. som føderal næstleder (1982–1988). Han var leder for SPD i Hamborg fra 2000 til 2004, og blev indvalgt i SPD's føderale styre i 2001.
Fra maj til oktober 2001 var han senator for indenrigssager i bystaten Hamborg og mellem 2002 og 2004 generalsekretær i SPD. Fra 2005 til 2007 var Scholz parlamentarisk forretningsfører for SPD's Forbundsdagsfraktion. 21. november 2007 blev han udnævnt til Tysklands arbejds- og socialminister i regeringen Angela Merkel I.
Han var medlem af Forbundsdagen fra 1998 til 2001 og var igen indvalgt i Forbundsdagen i 2002, 2005 og 2009. Han var direkte valgt i parlamentet fra valgkredsen Hamburg-Altona.
I 2011 vandt han et absolut flertal med SPD i Hamborgs borgerskabsvalg og efterfulgte Christoph Ahlhaus (CDU) som borgmester. Han blev valgt igen i 2016 og ledede derefter en koalitionsregering i byen med det grønne parti Bündnis 90/Die Grünen.
Fra 2018 var han Tysklands vicekansler og finansminister under regeringen Angela Merkel IV. Ved valget til Forbundsdagen i august 2021 vandt han som leder af SPD en snæver sejr og sikrede partiet 25,8 % af stemmerne samt 206 pladser. Efter en længere forhandlingsrunde blev SPD, De grønne og FDP enige om at danne regering i en såkaldt "trafiklys"-koalition med Scholz som ny kansler. Den nye regering blev formelt godkendt 8. december samme år, hvorpå Scholz overtog kanslerposten efter Angela Merkel.
Ved valget 23. februar 2025 tabte Scholz regeringsmagten til CDU/CSU den 6. maj samme år overtog Friedrich Merz posten som Tysklands kansler.